# Clovia apicata
Clovia apicata är en insektsart som beskrevs av Gustaf Emanuel Haglund 1899. Clovia apicata ingår i släktet Clovia och familjen spottstritar. Inga underarter finns listade i Catalogue of Life.